# Хигин Митограф
Хигин Митограф (на латински: Hyginus Mythographus) е римски писател митограф от 2 век. Той трябва да се отличава от Гай Юлий Хигин, наричан само Хигин по времето на император Август.
Той е автор на Fabulae, митографски наръчник от 3 части:
- Heroen (родословни дървета на богове и герои),
- Fabula (220 басни),
- Indices (списъци).

През 207 г. (през консулската година на „Максим и Апер“) се превежда „на всички известната Генеалогия на Хигин“ отново на гръцки.
Не е ясно дали той е автор и на астрономско-митологчния наръчник Poeticon Astronomicon или De astronomia (в четири книги). През Средновековието това произведение е източник от първи ранг за древни Звездни заги и е копирано многократно. От 9 век се създават преписи с важни исторически илюстрации.